# Violación de patente
Una violación de patente es la comisión de un acto prohibido con respecto a un invento patentado sin el permiso del titular de la patente. Por lo general, el permiso se puede otorgar en forma de licencia. La definición de infracción de patente puede variar según la jurisdicción, pero normalmente incluye el uso o la venta de la invención patentada. En muchos países, se requiere que un uso sea "comercial" (o que tenga un propósito "comercial") para constituir una infracción de patente.
El alcance de la invención patentada o el alcance de la protección se define en las cláusulas de la solicitud de la patente concedida. En otras palabras, los términos de las reivindicaciones informan al público de lo que no está permitido sin el permiso del titular de la patente.
Las patentes son territoriales y la infracción solo es posible en un país donde la patente está en vigor. Por ejemplo, si se otorga una patente en los Estados Unidos, entonces cualquier persona en los Estados Unidos tiene prohibido fabricar, usar, vender o importar el artículo patentado, mientras que las personas en otros países pueden tener la libertad de explotar la invención patentada en su país. El alcance de la protección puede variar de un país a otro, porque la patente es examinada, o en algunos países no examinada de manera sustancial, por la oficina de patentes en cada país o región, y puede estar sujeta a diferentes requisitos de patentabilidad.

## Resumen
Por lo general, una parte (que no sea el titular de la patente o el licenciatario del titular de la patente) que fabrica, importa, usa, vende u ofrece a la venta tecnología patentada sin permiso o licencia del titular de la patente, durante el plazo de la patente y dentro del país que la emitió, se considera que viola o infringe la patente.
La prueba varía de un país a otro, pero en general requiere que el producto (o método, servicio, etc.) de la parte infractora se encuentre dentro de uno o más de los términos especificados en la solicitud de patente registrada. El proceso empleado implica "leer" la reclamación de derechos sobre la tecnología afectada. Si todos los elementos objeto de la reclamación figuran en la tecnología, se dice que "leen literalmente" la tecnología; pero si falta aunque sea un solo elemento, la reivindicación no se lee literalmente en la tecnología, y generalmente se considera que no viola la patente, excepto si la doctrina de equivalencia se considera aplicable.
En respuesta a las acusaciones de infracción, la parte acusada generalmente esgrime alguno de los argumentos siguientes:
- Que no estaba poniendo en práctica la invención patentada, es decir, la invención reivindicada en la patente (las reivindicaciones definen el alcance de la protección conferida por una patente)
- Que no estaba realizando ningún acto infractor en el territorio cubierto por la patente (las patentes son de hecho de naturaleza territorial)
- Que la patente ha expirado (dado que las patentes tienen una duración limitada, es decir, una vida útil limitada)
- Que la patente (o la(s) reivindicación(es) particular(es) supuestamente infringidas) no es válida, porque la invención en cuestión no cumple con los requisitos de patentabilidad o incluye un defecto formal, lo que hace que la patente sea inválida o no ejecutable
- Que ha obtenido una licencia bajo la patente

Las partes también pueden resolver su disputa en un acto de avenencia, que puede implicar un acuerdo de licencia, como un acuerdo de cruce de licencias. Es posible que los acuerdos privados no siempre sirvan al interés público, "porque litigar las disputas de patentes hasta su finalización tiende a generar externalidades positivas, al aclarar los límites de la protección de la patente si se mantiene la patente o al fomentar un uso más amplio de la innovación si se invalida la patente".

### Infracción indirecta
En determinadas jurisdicciones, existe un caso particular de infracción de patente denominado "infracción indirecta". Puede producirse una infracción indirecta, por ejemplo, cuando un dispositivo se reivindica en una patente y un tercero es titular de un producto sin el que razonablemente no es posible fabricar el dispositivo reivindicado.

## Legislación

### Australia
En Australia, se produce una infracción de patente cuando una persona, que no es el titular de la patente, explota o autoriza a otra persona a explotar la patente en cuestión.
'Exploit' en este contexto incluye:
- (i) Fabricar, alquilar, vender o disponer de un producto patentado; o
- (ii) Ofrecer fabricar, vender, alquilar o disponer de un producto patentado; o
- (iii) Utilizar o importar un producto patentado; o
- (iv) Conservarlo con el fin de realizar (i), (ii) o (iii); o
- (v) Utilizar un método o proceso patentado; o
- (vi) Realizar cualquier acto mencionado de (i) a (iv) arriba con respecto a un producto resultante del uso de un método o proceso patentado.

### Canadá
En Canadá, las patentes se rigen por la Patent Act, y los derechos del titular de una patente se resumen en s. 42:

42. Toda patente otorgada bajo esta Ley deberá contener el título o nombre de la invención, con una referencia a la especificación y, sujeto a esta Ley, otorgará al titular de la patente y a los representantes legales del titular de la patente por el término de la patente, desde el momento de la concesión de la patente, el derecho exclusivo, el privilegio y la libertad de hacer, construir, usar la invención y venderla a otros para su uso, sujeto a adjudicación al respecto ante cualquier tribunal de jurisdicción competente.

Al otorgar al titular de la patente el derecho exclusivo, el privilegio y la libertad de hacer, construir, usar y vender la invención, la Ley establece que cualquier otra persona que fabrique, construya, use o venda la invención patentada está violando esa patente. Si ha habido una infracción de una patente suele ser un cuestión de hecho.
Canadá se considera un país más receptivo para los titulares de derechos en las reclamaciones sobre sus patentes que los Estados Unidos, debido a diferencias significativas entre las dos jurisdicciones:
* Las patentes en Canadá están sujetas a una interpretación de propósito, que se basa en leer tanto las reivindicaciones como las especificaciones para determinar el alcance de una patente, y no se permite la evidencia extrínseca, lo que lleva a la ausencia de la preclusión del historial de enjuiciamiento.
* Si bien los juicios de patentes de EE. UU. son sometidos al veredicto de un jurado, los juicios canadienses son examinados únicamente por un juez y, por lo tanto, las reclamaciones de una patente canadiense se interpretan solo una vez como parte de la decisión del juez de primera instancia sobre los méritos del caso en su conjunto. En ese sentido, el Tribunal Federal de Apelaciones de Canadá ha dictaminado que las Audiencias de Markman no están permitidas por la ley canadiense.
* En Canadá, el solicitante no tiene la obligación de divulgar material sobre el estado del arte previo, por lo que las patentes no se pueden invalidar sobre esa base.
* La misma ausencia de obligación también significa que la Ley de Competencia no entrará en juego, a diferencia de lo que ocurre con el derecho de la competencia en EE.UU.
* El proceso de descubrimiento canadiense es más simplificado que el procedimiento de los EE.UU., lo que resulta en menos costos y tiempo para llevar adelante la demanda, y también posee una regla de compromiso implícito, que prohíbe el uso de información producida o divulgada en el descubrimiento para cualquier propósito que no sea el presente litigio (que no sea con permiso del tribunal).
* La ley canadiense permite que un demandante elija reclamar indemnización de perjuicios o contabilidad de ganancias, lo que puede actuar como disuasivo de la infracción o como incentivo para llegar a un acuerdo antes del juicio.
* La disponibilidad de los costes procesales en los tribunales canadienses es una ventaja significativa para un demandante que confía en el éxito, pero también es un impedimento para perseguir casos más especulativos.
* Los tribunales canadienses no conceden daños triples, y es menos probable que se otorguen daños punitivos.

### Europa
En Europa, la violación de patentes tanto de las patentes nacionales como las sujetas al Convenio sobre la Patente Europea son tratadas esencialmente por tribunales nacionales. Aunque las patentes europeas son otorgadas por la Oficina Europea de Patentes, estas patentes europeas se hacen cumplir a nivel nacional, es decir, por país. La mayoría de los Estados miembros de la Unión Europea han acordado establecer un sistema de patente unificada (anteriormente llamado patente comunitaria), según el cual las patentes serían exigibles de forma centralizada ante un Tribunal de Patentes Unificadas. Sin embargo, los textos legales correspondientes aún no han entrado en vigor.

### Japón
La infracción bajo la ley de patentes en Japón está definida por el Artículo 101 de la Ley de Patentes (Ley Núm. 121 de 1959), que muestra que los siguientes actos se considerarán una infracción de un derecho de patente o una licencia exclusiva:
- (i) Cuando se haya otorgado una patente para la invención de un producto, actos de producción, cesión, etc., importación u oferta para cesión, etc., cualquier producto para ser utilizado exclusivamente para la producción de dicho producto como negocio.
- (ii) Cuando se ha concedido una patente para la invención de un producto, actos de producción, cesión, etc., importación u oferta para cesión, etc. de cualquier producto (excluidos los distribuidos ampliamente en Japón) que se utilizará para la producción de dicho producto e indispensable para la resolución del problema por dicha invención como negocio, sabiendo que dicha invención es una invención patentada y dicho producto se utiliza para el funcionamiento de la invención.
- (iii) Cuando se haya otorgado una patente para una invención de un proceso, actos de producción, cesión, etc., importación u oferta para cesión, etc. de cualquier producto para ser utilizado exclusivamente para el uso de dicho proceso como negocio.
- (iv) Cuando se ha concedido una patente para una invención de un proceso, actos de producción, cesión, etc., importación u oferta para cesión, etc. de cualquier producto (excluidos los distribuidos ampliamente en Japón) que se utilizará para el uso de dicho proceso e indispensable para la resolución del problema por dicha invención, sabiendo que dicha invención es una invención patentada y dicho producto se utiliza para el funcionamiento de la invención como negocio.

### Reino Unido
La infracción de la ley de patentes en el Reino Unido se define en la Sección 60 de la com / UK Patents Act 1977 (modificada), que establece los siguientes tipos de infracción:
- Cuando la invención sea un producto, mediante la fabricación, eliminación, oferta de eliminación, utilización, importación o conservación de un producto patentado.
- Cuando la invención sea un proceso, por el uso u oferta de uso cuando se sepa que el uso del proceso constituiría una infracción. Asimismo, mediante la disposición, oferta de disposición, uso o importación de un producto obtenido directamente mediante ese proceso, o la conservación de dicho producto, ya sea para disposición o de otro modo.
- Mediante el suministro u oferta de suministro, en el Reino Unido, a una persona que no tenga derecho a explotar la invención, con cualquiera de los medios, relacionados con un elemento esencial de la invención, para poner en práctica la invención, cuando se conozca (o sea razonable esperar tal conocimiento) que esos medios son adecuados para ponerla en práctica, y están destinados a poner la invención en vigor en el Reino Unido.

### Estados Unidos
En la ley de los Estados Unidos, puede producirse una infracción cuando el demandado haya fabricado, usado, vendido, ofrecido vender o importado un invento infractor o su equivalente. También se comete una infracción indirecta si se induce de forma activa y consciente a otro a infringir, y es responsable de esa infracción. Los tipos de "infracción indirecta" incluyen "infracción contributiva" e "infracción inducida".
No se puede iniciar ninguna acción por infracción hasta que se emita la patente. Sin embargo, la protección previa a la concesión está disponible bajo el artículo 35 U.S.C. § 154 (d), que permite al propietario de una patente obtener una indemnización razonable por regalías por ciertas actividades infractoras que ocurrieron antes de la fecha de emisión de la patente. Este derecho a obtener daños provisionales requiere que el titular de la patente demuestre que (1) las actividades infractoras ocurrieron después de la publicación de la solicitud de patente, (2) las reclamaciones patentadas son sustancialmente idénticas a las reclamaciones en la solicitud publicada, y (3) el infractor tenía un "aviso real" de la solicitud de patente publicada.
En los EE.UU. existen disposiciones de puerto seguro para utilizar una invención patentada para los fines de recopilación de datos para una presentación reglamentaria.

## Búsquedas de autorización y opiniones legales
Una búsqueda de autorización, también llamada búsqueda de libertad de operación (FTO) o búsqueda de infracción, es una búsqueda realizada entre las patentes emitidas o en solicitudes de patente pendientes de aprobación para determinar si un producto o proceso infringe alguna de las cláusulas de las patentes emitidas o pendientes de emisión. Una búsqueda de autorización también puede incluir autorizaciones caducadas que actúan como un "puerto seguro" que permite que el producto o proceso se utilice sobre la base de patentes en el dominio público. A menudo, estas búsquedas las realizan uno o más buscadores de patentes profesionales que están bajo la dirección de uno o más abogados de patentes.
Las búsquedas de autorización también se pueden realizar de forma regular (por ejemplo, mensualmente) si una persona está preocupada por la actividad en la autorización de patentes en una industria en particular o con respecto a un producto en particular.
Una búsqueda de autorización puede ir seguida de una opinión de autorización, es decir, una opinión legal proporcionada por uno o más abogados de patentes sobre si un producto o proceso determinado infringe las reivindicaciones de una o más patentes ya emitidas o solicitudes de patente pendientes. Las opiniones de aprobación se pueden hacer en combinación con una opinión de "validez y aplicabilidad". Una opinión de validez y aplicabilidad es una opinión legal sobre si una patente determinada es válida y/o ejecutable. En otras palabras, una "opinión de validez" es una opinión legal o una carta en la que un abogado de patentes o un agente de patentes analiza una patente emitida y proporciona una opinión sobre cómo un tribunal podría fallar sobre su validez o exigibilidad. Las opiniones de validez a menudo se solicitan antes de los litigios relacionados con una patente. El costo promedio de una opinión de validez (según datos de 2007) es de más de 15.000 dólares, con un análisis de infracción que suma unos 13.000 dólares.
El costo de estas opiniones para las patentes estadounidenses puede oscilar entre decenas y cientos de miles de dólares (o más) dependiendo de la patente en particular, el número de defensas y referencias al estado de la técnica, la duración del historial del expediente de enjuiciamiento y la complejidad del proceso de la tecnología en cuestión.
También es posible una "opinión exculpatoria" (que exponga las razones por las que no se infringe la patente o que proporcione otras defensas, como el uso anterior, los derechos de intervención o la invención anterior).

## Seguro de infracción de patente
El seguro de infracción de patente es una póliza de seguro proporcionada por una o más compañías de seguros para proteger a un invento o a un tercero de los riesgos de infringir inadvertidamente una patente.
En junio de 2006, se publicó un estudio de la Comisión Europea sobre la viabilidad de posibles formas de seguro contra riesgos de litigios de patentes. El informe concluyó que la continuación del statu quo con un seguro de litigio de patentes (PLI) personalizado y desproporcionadamente caro no cumpliría ningún objetivo para un plan de seguro viable. En cambio, solo se consideró viable un sistema obligatorio para proporcionar los beneficios económicos y técnicos a la UE y a los titulares de patentes individuales que se derivarían de un sistema PLI generalizado.

## "Piratería"
Desde la década de 1840, la expresión "pirata de patentes" se ha utilizado como un término peyorativo para describir a aquellos que infringen una patente y se niegan a reconocer la prioridad de un invento. Samuel Morse, inventor de la telegrafía, por ejemplo, se quejó en una carta a un amigo en 1848

He estado tan constantemente bajo la necesidad de observar los movimientos del grupo de piratas más faltos de principios que he conocido, que todo mi tiempo lo he dedicado a la defensa, a poner pruebas en algo así como una forma legal de que ¡¡soy el inventor del telégrafo electro-magnético!! ¿Habría creído hace diez años que se podía plantear una pregunta sobre este tema?

El término "pirata" también se ha utilizado para describir a los propietarios de patentes que hacen cumplir sus patentes enérgicamente. Por lo tanto, ya sea que se infrinja deliberadamente una patente o que se haga cumplir enérgicamente una patente, aquellos que sientan que están sobrepasando sus límites pueden denominarlos "piratas".

## Amenaza de iniciar una acción por infracción de patente
"Es muy probable que una amenaza de entablar una acción por infracción de patente influya en la conducta comercial de la persona amenazada, que es por lo que la ley de algunos países, incluido el Reino Unido, establece que hacer una amenaza infundada de demandar es, dentro de ciertos límites cuidadosamente prescritos, un mal procesable en sí mismo". Sin embargo, este no es el caso en los Estados Unidos.

## Lecturas relacionadas
- Kesan, Jay P. y Ball, Gwendolyn G.,  ¿Cómo se resuelven los casos de patentes? Un examen empírico de la adjudicación y la solución de controversias en materia de patentes  (2005). Documento de investigación sobre derecho y economía de la Universidad de Illinois
- Heath, Christopher; Petit, Laurence (2005). Patent Enforcement Worldwide: A Survey of 15 Countries, Writings in Honour of Dieter Stauder. IIC Studies in Industrial Property and Copyright Law (Second edición). Oxford: Hart Publishing.
- Consulte Phillips para conocer la opinión más reciente de Federal Circuits con respecto a la construcción de reclamaciones (ley de patentes de los Estados Unidos).

- Datos: Q7144498